# Liste der Naturdenkmale in Hamburg
Diese sortierbare Liste der Naturdenkmale in Hamburg enthält alle elf Naturdenkmale in Hamburg (Stand: Januar 2015).

## Liste
| Name des Naturdenkmals  | Lage                         | Stadtteil     | Datum der Verordnung | Fläche (ha) | Bild                                     |
| ----------------------- | ---------------------------- | ------------- | -------------------- | ----------- | ---------------------------------------- |
| Alter Schwede           | 53° 32′ 41″ N, 9° 53′ 44″ O  | Othmarschen   | 3. Apr. 2001         | 0,065       | Alter Schwede                            |
| Callabrack              | 53° 29′ 1″ N, 10° 0′ 31″ O   | Wilhelmsburg  | 24.11.1936           | 0,442       | Callabrack                               |
| Eibe am Neuländer Deich | 53° 28′ 13″ N, 10° 1′ 36″ O  | Neuland       | 03.11.1936           | 0,001       | Eibe am Neuländer Deich                  |
| Garten de l’Aigle       | 53° 35′ 58″ N, 9° 58′ 48″ O  | Eppendorf     | 05.04.1994           | 0,175       | Wiese im Garten de l’Aigle               |
| Gutsbrack               | 53° 30′ 32″ N, 9° 52′ 27″ O  | Francop       | 28.06.1988           | 1,110       | Blick vom Ufer des Bracks nach Südwesten |
| Kiebitzmoor             | 53° 38′ 48″ N, 10° 11′ 45″ O | Volksdorf     | 6. Jan. 2015         | 1,7         | Kiebitzmoor                              |
| Papenbrack              | 53° 29′ 15″ N, 10° 0′ 36″ O  | Wilhelmsburg  | 24.11.1936           | 0,624       | Papenbrack                               |
| Poppenbüttler Graben    | 53° 40′ 35″ N, 10° 3′ 34″ O  | Poppenbüttel  | 07.06.1988           | 4,073       | Poppenbüttler Graben                     |
| Sievertsche Tongrube    | 53° 38′ 40″ N, 10° 3′ 23″ O  | Hummelsbüttel | 11.02.1986           | 10,489      | Sievertsche Tongrube                     |
| Timmermoor              | 53° 39′ 48″ N, 10° 8′ 27″ O  | Bergstedt     | 04.02.1986           | 2,222       | Timmermoor                               |
| Uhlenbuschbracks        | 53° 29′ 28″ N, 9° 59′ 32″ O  | Wilhelmsburg  | 24.11.1936           | 0,346       | Nördliches Uhlenbuchbrack                |